# Hans-Jürgen Jansen (Fußballspieler)
Hans-Jürgen Jansen (* 27. September 1941) ist ein ehemaliger deutscher Fußballspieler, der von 1964 bis 1971 in der damals zweitklassigen Regionalliga West 206 Spiele mit 36 Toren absolviert hat.

## Laufbahn

### Amateur, bis 1964
Aus der Jugendabteilung vom Homberger Spielverein spielte sich der Stürmer Hans-Jürgen Jansen in die erste Mannschaft des in der Verbandsliga Niederrhein aktiven Vereines hoch. Sein Talent als Flügelstürmer brachte ihm eine Einladung des DFB für das Länderspiel der deutschen Fußballnationalmannschaft der Amateure am 31. Mai 1962 in Merlebach gegen Frankreich ein. Beim 3:3-Remis bildete er zusammen mit dem Haßfurter Halbrechten Heinz-Herbert Kreh den rechten Flügel. Die erste Meisterschaft mit dem Spielverein feierte Jansen in der Saison 1962/63 vor dem VfB Lohberg. Im folgenden Jahr, 1963/64, wiederholte sich der Endstand in der Niederrheinliga: Meister wurde Homberg vor Lohberg. Mit 1:3 Toren wurde das Spiel um die deutsche Amateurmeisterschaft gegen die Amateure von Hannover 96 verloren. In der Aufstiegsrunde zur Regionalliga West setzte sich der Spielverein 03 gegen Eintracht Gelsenkirchen und SV Schlebusch durch und gehörte damit zur Runde 1964/65 der Regionalliga West an.

### Regionalliga West, 1964 bis 1971
Am fünften Spieltag holten sich die Homberger am 6. September 1964 mit einem 3:0-Auswärtserfolg beim Mitaufsteiger Eintracht Gelsenkirchen den ersten doppelten Punktgewinn in der Regionalliga. Hans-Jürgen Jansen zeichnete sich dabei als zweifacher Torschütze aus. Am 13. September wurde das neue Homberger Rheinstadion mit dem Derby gegen Eintracht Duisburg eingeweiht. Vor 8.000 Zuschauer trennte man sich mit einem 0:0-Unentschieden. Acht Tage später verlor der Spielverein das zweite Derby bei Hamborn 07 mit 0:1 Toren. Sensationell war der folgende 1:0-Heimsieg gegen den Aufstiegsfavoriten Alemannia Aachen. Jansen glückte in der 89. Minute der Siegtreffer gegen die von Branko Zebec auf der Mittelläuferposition dirigierte Tivoli-Mannschaft. Als 18. der Tabelle stieg Homberg nach der Runde ab und Jansen hatte 23 Spiele mit sieben Toren für die Mannschaft von Trainer Kurt Berg und den Mitspielern Herbert Bayer und Hans Hülsmann bestritten. Gemeinsam mit Torhüter Paul Gläss nahm er zur Runde 1965/66 das Angebot von Eintracht Gelsenkirchen an und wechselte nach Ückendorf in das Stadion am Südpark.
In Gelsenkirchen stürmte er zusammen mit Wolfgang Glock und Werner Tonk und kam in der zweiten Saison 1966/67 unter Trainer Werner Cornelissen auf den zwölften Rang. Beim 2:2-Unentschieden am 25. September 1966 gegen den VfL Bochum konnte er sich als zweifacher Torschütze auszeichnen. Insgesamt bestritt Jansen von 1965 bis 1967 für Eintracht Gelsenkirchen 58 Spiele mit 13 Toren. Zur Runde 1967/68 nahm er das Vertragsangebot des Präsidenten Ottokar Wüst vom VfL Bochum an und verlegte seinen Arbeitsplatz in das Stadion an der Castroper Straße.
Trainer Hermann Eppenhoff führte als neuer Übungsleiter den VfL Bochum in den ersten zwei Runden auf die Plätze fünf und drei. Im DFB-Pokal erlebte Jansen aber bereits in seinem ersten Bochumer-Jahr 1968 den überraschenden Einzug in das Pokalfinale. Der westdeutsche Regionalligist VfL Bochum setzte sich gegen den Karlsruher SC, VfB Stuttgart, im Viertelfinale gegen Borussia Mönchengladbach und im Halbfinale im Mai 1968 gegen den hochfavorisierten FC Bayern München durch. Gegen Bayern-Torhüter Sepp Maier erzielte Jansen in der fünften Spielminute die 1:0-Führung. Im Finale in Ludwigshafen setzte sich aber der 1. FC Köln sicher mit 4:1 Toren durch. In der Saison 1969/70 gewann Bochum die erste Meisterschaft vor Arminia Bielefeld und dem Wuppertaler SV in der Regionalliga West. In der Bundesliga-Aufstiegsrunde, wo Jansen an den Spielen gegen den FK Pirmasens und den VfL Wolfsburg mitgewirkt hatte, setzte sich aber Kickers Offenbach durch. 1971 gelang dem VfL die Titelverteidigung im Westen und Hans-Jürgen Jansen und seine Mannschaftskameraden setzten sich auch in der Aufstiegsrunde gegen den VfL Osnabrück, Karlsruher SC, FK Pirmasens und Tasmania Berlin durch und stiegen in die Fußball-Bundesliga auf. Beim entscheidenden Auswärtsspiel am 13. Juni 1971 beim KSC, Bochum gewann mit 2:1 Toren, erzielte Jansen den 1:1-Ausgleichstreffer. Er bestritt in der Aufstiegsrunde alle acht Spiele. Die Aufstiegsfeier fand nach dem letzten Spieltag, den 27. Juni 1971, nach dem 5:2-Erfolg gegen Pirmasens statt. Trainer Eppenhoff hatte dabei auf das Mittelfeld mit Werner Balte, Werner Krämer und Jansen sowie den Angriff mit Hans-Werner Hartl, Hans Walitza und Dieter Fern vertraut. Insgesamt bestritt Hans-Jürgen Jansen für den VfL Bochum von 1967 bis 1971 in der Regionalliga West 125 Spiele mit 16 Toren.
Jansen wurde in Bochum nur „Steiger“ gerufen, weil er unter Tage als Elektrosteiger in der Zeche Rheinpreussen am Niederrhein arbeitete.

### Wieder Amateur
Jansen hatte zwar mitgeholfen den VfL Bochum in die Bundesliga zu bringen, aber nach dem Aufstieg beendete er seine Laufbahn im Profibereich und kehrte nach Duisburg zurück und spielte wieder im Amateurfußball. Zur Runde 1971/72 schnürte Jansen seine Kickstiefel für seinen Heimatverein Homberger SpV und spielte dort mit dem Aufsteiger und Fusionsverein VfB Homberg in der Amateurliga Niederrhein.